# Criuleni
Criuleni is een gemeente - met stadstitel - en de hoofdplaats van de Moldavische bestuurlijke eenheid (unitate administrativ-teritorială) Criuleni.
De gemeente telt, samen met de deelgemeenten Ohrincea en Zolonceni 9500 inwoners (01-01-2012).

## Geboren
- Serghei Clescenco (1972), voetballer